# Тяговая подстанция № 15 «Клинская»
Тяговая подстанция № 15 «Клинская» в Санкт-Петербурге — одна из тяговых подстанций, работавшая во время блокады Ленинграда. 7 марта 1942 года эта подстанция первой дала напряжение для пуска трамвая после полного прекращения их движения зимой 1941—1942 гг.
Здание в стиле конструктивизма построено в 1934 году в центральной части Санкт-Петербурга (адрес — Можайская улица, 19).

## Архитектура
Здание тяговой подстанции «Клинская» представляет собой пример супрематической архитектуры и редкий для Петербурга образец производственного сооружения, решённого в приемах конструктивизма.
Авторство проекта досконально не установлено. Исследователи приписывают авторство ленинградскому архитектору Раисе Николаевне Кохановой, специализировавшейся на проектировании тяговых электрических подстанций. Однако Р. Н. Коханова (род. 28.12.1906 г.) только в 1930 году окончила ЛВХТИ со званием инженер-архитектор, что позволяет некоторым экспертам усомниться в авторстве.

## Непосредственная функция подстанции
Здание принадлежит ГУП СПб «Горэлектротранс» и обеспечивает напряжением троллейбусную и трамвайную сеть Санкт-Петербурга. Здесь находится центральный диспетчерский пункт, управляющий 28 тяговыми подстанциями «Горэлектротранса».

## Памятник Великой Отечественной войны
7 марта 1942 года в 18.00 тяговая подстанция «Клинская» дала напряжение в сеть, благодаря чему удалось сдвинуть с места застрявший на Загородном проспекте трамвай. Это был первый «оживлённый» трамвай в блокадном Ленинграде после полного прекращения движения трамваев в осажденном городе.
8 марта 1942 года состоялось открытие грузового трамвайного движения: помимо подстанции № 15 были введены в строй подстанция № 11 и подстанция № 20.
Регулярное трамвайное движение в городе замерло 8 декабря 1941 года (170 день войны). Вскоре были упразднены трамвайные маршруты № 2, 11, 26, 28, 29, 34, 37, 39, а также изменены другие маршруты. В течение месяца ещё можно было наблюдать отдельные движущиеся по улицам вагоны, но 3 января 1942 года прекратилась снабжение электроэнергией тяговых подстанций, и 52 трамвайных поезда застряли на линии, не добравшись до парков и остались там на всю зиму. Движение электротранспорта в городе полностью остановилось. Отныне изможденные от голода и холода ленинградцы передвигались по городу, на работу и домой только пешком.
Как отмечал в своих воспоминаниях Дмитрий Сергеевич Лихачёв, «когда остановка трамвайного движения добавила к обычной, ежедневной трудовой нагрузке ещё два-три часа пешеходного марша от места жительства к месту работы и обратно, это обусловливало дополнительное расходование калорий. Очень часто люди умирали от внезапной остановки сердца, потери сознания и замерзания в пути».
26 февраля 1942 года (250 день войны) Ленгорисплком поставил задачу Тромвайно-троллейбусному управлению Ленинграда (ТТУЛ) открыть к 10 марта круглосуточное движение 50 грузовых трамвайных поездов. 28 февраля 1942 года горком ВКП (б) постановил к 10 марта восстановить грузовое трамвайное движение. В тот же день начальником ТТУЛ М. Х. Сорокой издан приказ № 8 «О пуске грузового трамвая».
Из краткого очерка истории Службы Движения ТТУЛ: «7 марта 1942 года в Трамвайно-Троллейбусное Управление дали знать, что к вечеру будет дано напряжение на „Клинскую“ подстанцию. В 18 часов „Клинская“ дала ток на Загородный проспект. На Загородном, на её фидере, стоял против Рузовской улицы грузовой трамвайный вагон Г-27».
Автор очерка, В. М. Немзер, вспоминает «взобравшись на площадку вагона и опустив бугель, я включил контроллер. Вагон вздрогнул, но не пошел. Значит, ток был, но что-то мешало. Тут мы увидели, что вагон стоит на куче смерзшегося льда, снега и нечистот. Когда это было расчищено, я вновь подключил контроллер, и вагон плавно пошел по Загородному проспекту, как будто бы не стоял три месяца, обледеневший на улице. В тот же вечер также удалось сдвинуть ещё один грузовой вагон на площади Труда».
8 марта 1942 года (260 день войны) в Ленинграде состоялся массовый воскресник женщин по очистке города от льда, снега, мусора и нечистот. В нём участвовало около 17 тыс. человек. В этот день было открыто грузовое трамвайное движение на пр. 25 Октября (сегодня Невский проспект), пр. Володарского и Загородном пр. начали вывозить снег и мусор. Для очистки основных магистралей города и перевозки грузов к 10 марта было открыто круглосуточное движение 50 грузовых трамвайных поездов.
11 марта 1942 года (263 день войны) первый грузовой вагон пошел через мост лейтенанта Шмидта на Васильевский остров.
15 марта 1942 года (267 день войны) состоялся второй воскресник по очистке улиц и трамвайных путей от снега, льда и мусора в разных районах Ленинграда, в котором участвовало свыше 100 тыс. человек. С 27 марта по 15 апреля были убраны миллионы квадратных метров городской территории, вывезено (в том числе и грузовыми трамваями) около 1 млн тонн мусора, снега и льда.
С 15 апреля 1942 года (298 день войны) в Ленинграде возобновлено пассажирское трамвайное движение. В 6.30 с конечных станций отправились трамваи по маршрутам № 3, 7, 9, 10 и 12. Движение работало до 21.30. Всего вышло 116 поездов (317 вагонов). Дополнительный резерв составлял 24 поезда (72 вагона). Движение трамваев обеспечивалось группой подстанций в разных районах города.

## Значение трамвая для жителей осаждённого города
С началом войны специфика работы ТТУЛ во многом изменилась. К обычным пассажирским трамваям добавились специальные санитарные трамвайные поезда; грузовые трамваи, которые доставляли к станциям железных дорог оборудование, предназначенное к эвакуации, возили сырье и топливо для заводов и фабрик, продукты в магазины и песок для нужд МПВО и литейного производства. В мастерских и депо «Лентрамвая» стали выпускаться детали для мин, ведущие колеса для танков, выполнялись другие оборонные заказы.
Вместе с тем, трамвай продолжал выполнять свою основную функцию по перевозке пассажиров и долгое время оставался единственным видом городского транспорта, работавшим в Ленинграде на протяжении почти всей блокады. Учитывая, что для перевозки одного и того же количества пассажиров троллейбусная сеть требует намного больше энергии, её запуск долгое время считали нецелесообразным.
Трамвай ездил под бомбежками, доставлял людей и грузы в самые опасные районы, расположенные практически на линии фронта, обеспечивал нужды городского хозяйства. Вагоновожатые и кондукторы под обстрелами и бомбардировками водили поезда, аварийно-восстановительные бригады устраняли неисправности на линии, рабочие депо и мастерских ремонтировали поврежденные вагоны.
Движение трамвая вселяло в ленинградцев надежду, поэтому весной 1942 года город бросил все силы, чтобы возобновить трамвайное движение. Потребовалось восстановить около половины всей эксплуатируемой в то время контактной сети — примерно 150 км.
С запуском грузового трамвая началась очистка города, что позволило восстановить движение в городе пассажирского транспорта. Открытие пассажирского движения стало для ленинградцев настоящим праздником. Николай Тихонов в «Ленинградских рассказах» (1942 г.) вспоминал: «По расчищенному Невскому проспекту пошел первый вагон трамвая. Люди бросили работы, смотрели, как дети на игрушку, на бежавший по рельсам вагон, и вдруг раздались аплодисменты десятков тысяч. Это ленинградцы овацией встречали первый воскресший вагон. А вожатая вела вагон и стряхивала слезы, которые набегали на глаза. Но это были слезы радости, и она вела вагон, и плакала, и не скрывала этих слез».

## Тяговая подстанция № 15 «Клинская» сегодня
Тяговая подстанция № 15 сохранилась и на 2015 год обеспечивает работу городского трамвая. Недавно[когда?]

 в здании проведен капитальный ремонт и оборудован центральный диспетчерский пульт, управляющий 28 тяговыми подстанциями города.